# Dia Internacional dos Monumentos e Sítios
O Dia Internacional dos Monumentos e Sítios, também conhecido como Dia do Patrimônio Mundial, é uma celebração internacional realizada em 18 de abril de cada ano, em todo o mundo. A comemoração compreende diferentes atividades que destacam a importância do patrimônio cultural, incluindo visitas a monumentos e sítios patrimoniais, conferências, mesas redondas e artigos de jornal. Em Portugal, a entidade coordenadora das comemorações é a Património Cultural, Instituto Público (que veio a substituir a 1 de janeiro de 2024 a extinta Direção-Geral do Património Cultural).

## Temas
A cada ano, a data traz um tema principal:
- 2017 - Turismo sustentável
- 2019 - Paisagens rurais
- 2024 - Catástrofes e conflitos à luz da Carta de Veneza

## História
O Dia Internacional dos Monumentos e Sítios foi proposto pelo Conselho Internacional de Monumentos e Sítios (ICOMOS) em 18 de abril de 1982 e aprovado pela Assembleia Geral da UNESCO em 1983.
O objetivo é conscientizar sobre a diversidade do patrimônio cultural da humanidade, sua vulnerabilidade e os esforços necessários para sua proteção e conservação.